# Масбах, Фриц
Фриц Масбах (нем. Fritz Masbach; 23 апреля 1867, Майнц — 20 января 1960, Кордова, Аргентина) — немецкий пианист и музыкальный педагог.

## Биография
Начал заниматься музыкой под руководством органиста Фридриха Люкса, в возрасте 15 лет дебютировал как органист в концерте Майнцкого лидертафеля. В 1884—1886 гг. учился в Берлинской Высшей школе музыки у Оскара Райфа (фортепиано), Вольдемара Баргиля и Райнхольда Зукко (теория), занимался также частным образом у Генриха Эрлиха.
24 ноября 1887 г. выступил с дебютным концертом в сопровождении Берлинского филармонического оркестра, исполнив концерты Бетховена и Сен-Санса. В дальнейшем концертировал в Германии, Австро-Венгрии, Великобритании, Швеции, Норвегии и Дании, в 1896 г. был удостоен датской Золотой медали искусств и наук. Выступал также в ансамбле с певцом Паулем Бульсом.
С 1898 г. вёл также преподавательскую работу, в 1907 г. возглавил в Берлине консерваторию Айхельберга, в 1913 г. перешёл на работу в Консерваторию Штерна, в которой за 20 лет воспитал 142 ученика (в их числе была и будущий российский музыковед Гита Балтер). Репутацию Масбаха упрочила государственная аккредитация музыкальных педагогов, проведённая в 1926 г. в рамках реформы музыкального образования Лео Кестенберга. Однако после прихода к власти нацистов от Масбаха потребовали доказательств его арийского происхождения, и в результате в 1934 г. он вышел в отставку и оказался фактически исключён из музыкальной жизни. После длительных трений с властями в 1939 г. Масбах получил разрешение эмигрировать в Аргентину. Здесь он вернулся к педагогической деятельности и ещё в 1951 г. вёл мастер-класс по исполнению произведений Моцарта и Брамса в Национальной консерватории.